# 田村和紀夫
田村 和紀夫（たむら わきお、1952年 - ）は、日本の音楽学者、尚美学園大学音楽表現学科元教授。
石川県七尾市生まれ。国立音楽大学楽理科卒業、同大学院音楽学修士課程修了。

## 著書
- 田村和紀夫, 鳴海史生『音楽史17の視座 : 音楽と思想・芸術・社会を解く : 古代ギリシャから小室哲哉まで』音楽之友社、1998年。ISBN 9784276110113。全国書誌番号:99006835。
- 『ビートルズ音楽論 音楽学的視点から』東京書籍、1999
- 田村和紀夫『名曲が語る音楽史 : アナリーゼで解き明かす : グレゴリオ聖歌からボブ・ディランまで』音楽之友社、2000年。ISBN 4276110122。全国書誌番号:20155274。
- 『名曲に何を聴くか 新音楽鑑賞法 音楽理解のための分析的アプローチ』音楽之友社、2004
- 田村和紀夫『クラシック音楽名曲名演論 : 作品と演奏をめぐる心想のアラベスク』アルファベータ、2008年。ISBN 9784871985505。
- 田村和紀夫『新名曲が語る音楽史 : アナリーゼで解き明かす : グレゴリオ聖歌からポピュラー音楽まで』音楽之友社、2008年。ISBN 9784276110151。
- 『交響曲入門』講談社選書メチエ 2011
- 田村和紀夫『徹底図解クラシック音楽の世界 : カラー版』新星出版社、2011年。ISBN 9784405106987。全国書誌番号:21954252。
- 『音楽とは何か ミューズの扉を開く七つの鍵』講談社選書メチエ　2012
- 田村和紀夫『文化としての西洋音楽の歩み : わたし探しの音楽美学の旅』音楽之友社、2013年。ISBN 9784276110175。全国書誌番号:22198465。